# Time and a Word
Time and a Word è il secondo album in studio del gruppo di rock progressivo Yes, pubblicato nel 1970.

## Storia
Nonostante l'insuccesso del primo album, l'Atlantic Records decise di produrre un secondo album del gruppo fu pubblicato a metà del 1970 in Europa e in novembre negli Stati Uniti. Fu l'ultimo album realizzato dalla formazione originale del gruppo composta da Jon Anderson, Chris Squire, Peter Banks, Tony Kaye e Bill Bruford.
Le sessioni di registrazione fecero emergere contrasti fra Banks e il resto del gruppo in quanto non approvava il modo di lavorare del produttore Tony Colton e neanche l'impiego dell'orchestra che sostituiva la chitarra e l'organo; a causa di questo, ancora prima della pubblicazione dell'album, Banks fu estromesso dal gruppo.
L'album non ottenne il successo sperato e, a seguito di ciò venne licenziato dal gruppo il manager del gruppo, Roy Flynn, nonostante fosse stato lui a trovare il contratto con la Atlantic.
L'album rappresenta un tentativo ambizioso di far coesistere la musica rock dei primi anni settanta con un accompagnamento di orchestra sinfonica (operazione in seguito ripetuta dagli Yes con l'album Magnification del 2001).
L'album è stato rimasterizzato e ripubblicato nel 2003, con l'aggiunta di diverse tracce bonus.

## Accoglienza
L'album raggiunse alla posizione n. 45 delle classifiche inglesi di vendita, risultato che poteva essere considerato un successo rispetto al precedente album di debutto ma non soddisfaceva la casa discografica che iniziò a fare pressioni sul gruppo, minacciando di sciogliere il loro contratto se non avessero avuto successo col terzo album.

## Brani
Fra i brani di Time and a Word, come nel precedente Yes, si trovano alcune cover. Sweet Dreams (un brano in seguito riproposto occasionalmente dal vivo durante gli "assoli" di Anderson) è cofirmato da David Foster, con cui Anderson aveva suonato nella band The Warriors e che in seguito suonò con Kaye nei Badger. La title track Time and a Word fa parte del repertorio proposto dal gruppo nei concerti nei decenni successivi; versioni live di questo brano si trovano in Yesshows (1980), An Evening of Yes Music Plus (1993), Keys to Ascension 2 (1997) e House of Yes (2000).
Versioni live di molti brani di Time and a Word appaiono anche in Something's Coming: The BBC Recordings 1969-1970, una raccolta di materiale inedito pubblicata nel 1997.

## Tracce

### Edizione originale in vinile

#### Lato A
1. No Opportunity Necessary, No Experience Needed (Richie Havens) - 4:47
2. Then (Jon Anderson) - 5:42
3. Everydays (Stephen Stills) - 6:06
4. Sweet Dreams (Jon Anderson/David Foster) - 3:48

#### Lato B
1. The Prophet (Jon Anderson/Chris Squire) - 6:32
2. Clear Days (Jon Anderson) - 2:04
3. Astral Traveller (Jon Anderson) - 5:50
4. Time And A Word (Jon Anderson/David Foster) - 4:31

### Edizione CD
1. No Opportunity Necessary, No Experience Needed (Richie Havens) - 4:48
2. Then (Jon Anderson) - 5:46
3. Everydays (Stephen Stills) - 6:08
4. Sweet Dreams (Jon Anderson/David Foster) - 3:50
5. The Prophet (Jon Anderson/Chris Squire) - 6:34
6. Clear Days (Jon Anderson) - 2:06
7. Astral Traveller (Jon Anderson) - 5:53
8. Time And A Word (Jon Anderson/David Foster) - 4:32

L'album è stato rimasterizzato e ripubblicato nel 2003, con l'aggiunta di diverse tracce bonus.

## Formazione
- Jon Anderson: voce, percussioni
- Chris Squire: basso, seconde voci
- Peter Banks: chitarra acustica, chitarra elettrica, seconde voci
- Tony Kaye: pianoforte, organo, sintetizzatore
- Bill Bruford: batteria, percussioni